# Krombeke
Krombeke is een dorpje in de Belgische provincie West-Vlaanderen en een deelgemeente van de stad Poperinge. Het was een zelfstandige gemeente tot aan de gemeentelijke herindeling van 1971 toen het fuseerde met Proven. Proven ligt ten noorden van Poperinge centrum. De patroonheilige van Krombeke is Sint-Blasius.

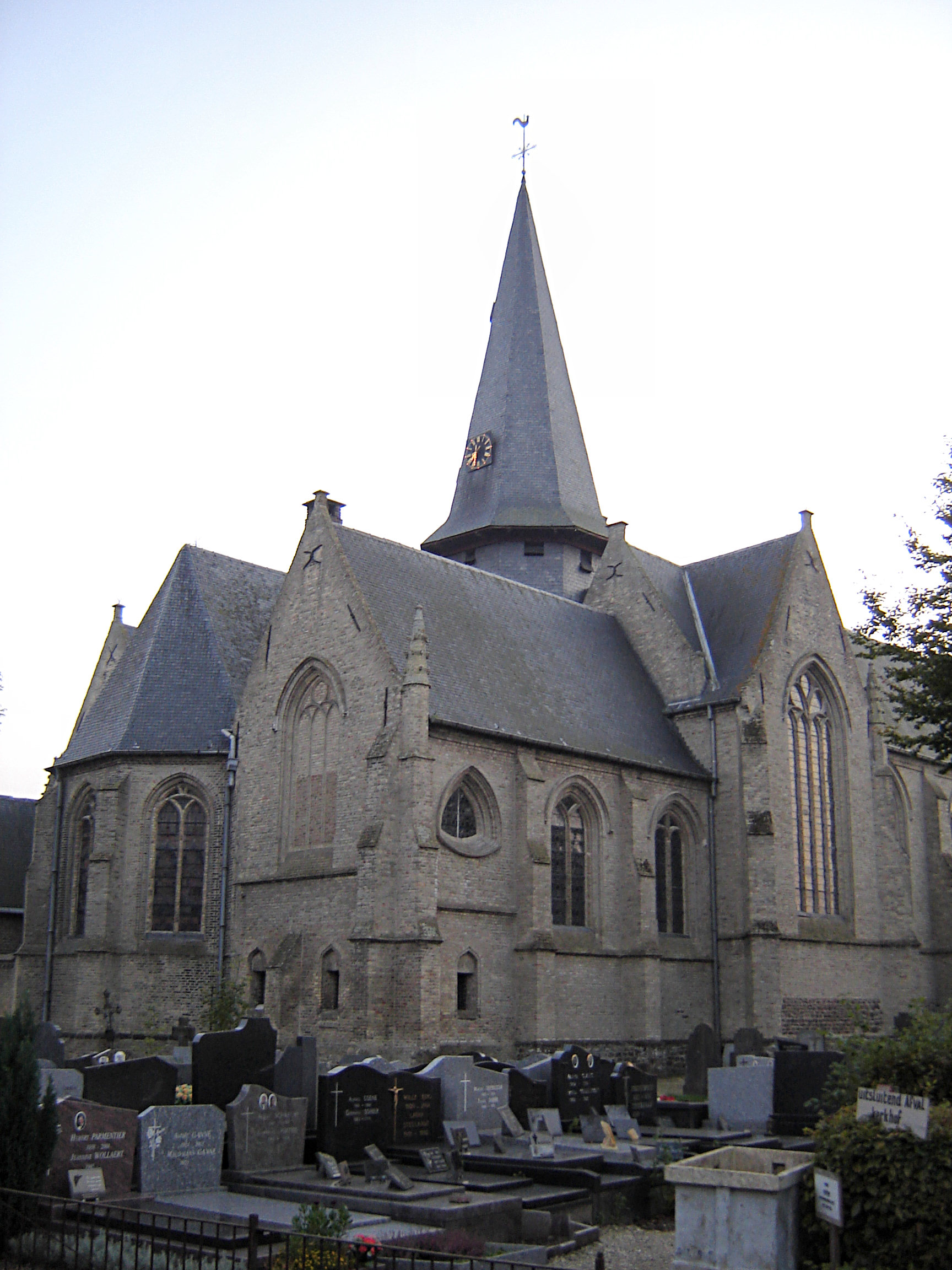
Sint-Blasiuskerk

Plaatsen in de buurt zijn Proven, Roesbrugge-Haringe (stad Poperinge), Beveren, Stavele (gemeente Alveringem) en Westvleteren (gemeente Vleteren).

## Geschiedenis
Krombeke werd voor het eerst vermeld in de 9e eeuw als Crumbeke, dat in 875 geschonken zou zijn aan de Abdij van Sint-Bertinus te Sint-Omaars. In 1134 werd het patronaatsrecht geschonken aan de Onze-Lieve-Vrouwekerk te Terwaan.
Krombeke was een heerlijkheid, die achtereenvolgens toebehoorde aan de geslachten Van Stavele, Van Hoorn en De Vilain. Nabij de Heidebeek lag een kasteel dat tegenwoordig verdwenen is. Hier lag een losplaats van schepen die toen de Heidebeek konden bevaren. Hier werd hout en fruit geladen en bouwmaterialen aangevoerd.

## Demografische ontwikkeling
- Bronnen:NIS, Opm:1831 tot en met 1970=volkstellingen; 1976 = inwoneraantal op 31 december

## Bezienswaardigheden
- De Sint-Blasiuskerk
- Het jaarlijkse Feest van het paard

## Natuur en landschap
Krombeke ligt in Zandlemig Vlaanderen op een hoogte van ongeveer 10 meter. Ten oosten ervan loopt de Bernardsbeek.

## Nabijgelegen kernen
Roesbrugge, Stavele, Westvleteren, Proven, Poperinge
Deelgemeenten: Krombeke · Poperinge · Proven · Reningelst · Roesbrugge-Haringe · Watou

Overige dorpen: Abele · Haringe · Roesbrugge · Sint-Jan-ter-Biezen

Belgische gemeenten · Arrondissement Ieper · West-Vlaanderen · Vlaanderen